# Talíria Petrone
Pour les articles homonymes, voir  Petrone.
Talíria Petrone Soares, née en avril 1985, est une femme politique brésilienne. Elle réalise sa carrière politique dans la région de Rio de Janeiro, en particulier depuis 2018, en devenant députée fédérale. 

## Carrière politique
Talíria Petrone remporte les élections au conseil de Niterói en 2016 avec 5 121 voix. Lors des élections générales de 2018 au Brésil, elle arrive en 9e position pour l'État de Rio de Janeiro, devenant ainsi députée à la Chambre fédérale,.  
Talíria Petrone aurait fait l'objet de menaces de la part de ses opposants. 

## Vie privée
Fille de musicien, Talíria Petrone exerce le métier d'enseignante. Elle est diplômée en histoire à l'université d'État de Rio de Janeiro et d'un master en travail social de la Fluminense Federal University à Niterói. Avant d'entrer en politique, elle travaille en tant qu'enseignante dans une école publique. 
Elle se présente comme afro-brésilienne, socialiste, féministe et militante de droits LGBT. Elle a été une amie proche de Marielle Franco, femme politique et activiste assassinée en 2018, qui l'a beaucoup inspirée. 